# 萨克森州弗兰肯贝格
萨克森州弗兰肯贝格（德語：Frankenberg/Sa.），通称弗兰肯贝格（德語：Frankenberg，發音：[ˈfʁaŋkn̩ˌbɛʁk] ⓘ），是德国萨克森州中萨克森县的城市，面积65.62平方千米，2023年12月31日人口为13,862人。